# Ventana al mundo
La Ventana al mundo es un monumento público ubicado en Barranquilla, Colombia. Fue construido a finales de 2018 para coincidir con los XXIII Juegos Centroamericanos y del Caribe de los cuales la ciudad fue anfitriona. Está emplazado en una glorieta del corredor industrial de la Circunvalar, cercana a su intersección con la Vía 40.
La obra es autoría de la arquitecta barranquillera Diana Escorcia Borelly,  la construcción se dio por iniciativa de la compañía Tecnoglass en colaboración con otras compañías como Alutions by Tecnoglass, Aconstruir, Kuraray-Trosifol, Argos, M&P Distribuciones Valledupar (JLQG), GCC, Dow, Alloy, Alutrafic Led, Escenarios Deportivos, Smart Steel, así como la Alcaldía Distrital de Barranquilla.

## Historia
El monumento fue construido por iniciativa del empresario barranquillero Christian Daes, a través de su empresa Tecnoglass. La inspiración de la iniciativa posiblemente surgió de su experiencia personal, según lo expresó: "cuando a él le cerraban las puertas siempre le quedaban las ventanas".
El proceso de diseñar el monumento se dio en alianza con la Sociedad Colombiana de Arquitectos, y tras la convocatoria internacional de diseño donde se inscribieron más de 100 concursantes de alrededor del mundo, un jurado calificador encabezado por el Ministerio de Cultura de Colombia eligió una propuesta de la arquitecta Diana Escorcia Borelly.
Ha sido escenario de numerosos eventos públicos que han consolidado al monumento como un ícono de la ciudad y de la región. Además, los principales acontecimientos de la historia de la ciudad están plasmados en las caras internas de las bases de cada torre.

## Hitos de Barranquilla
En las caras internas de las bases de cada torre se reproducen los principales hitos de Barranquilla.

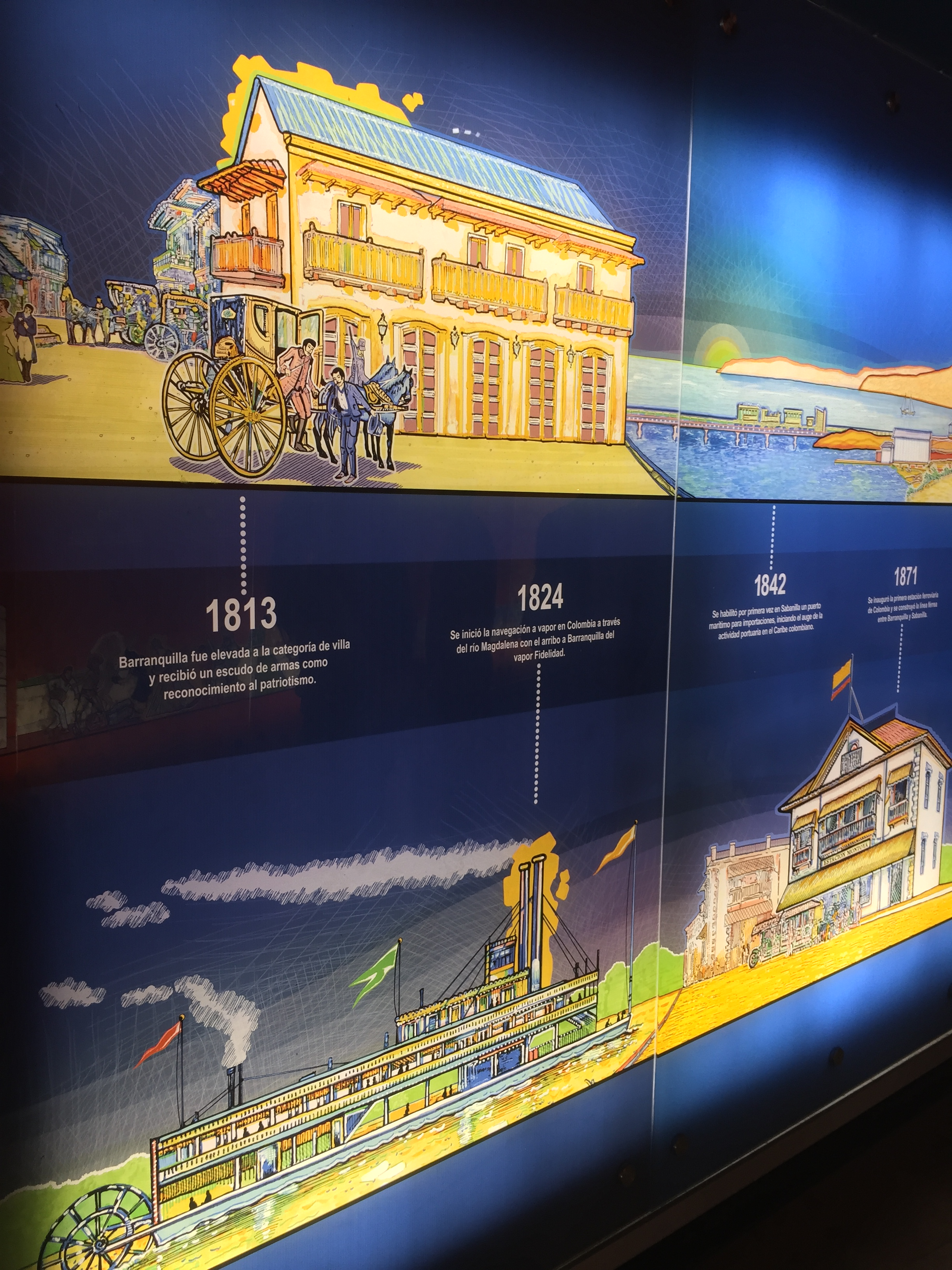
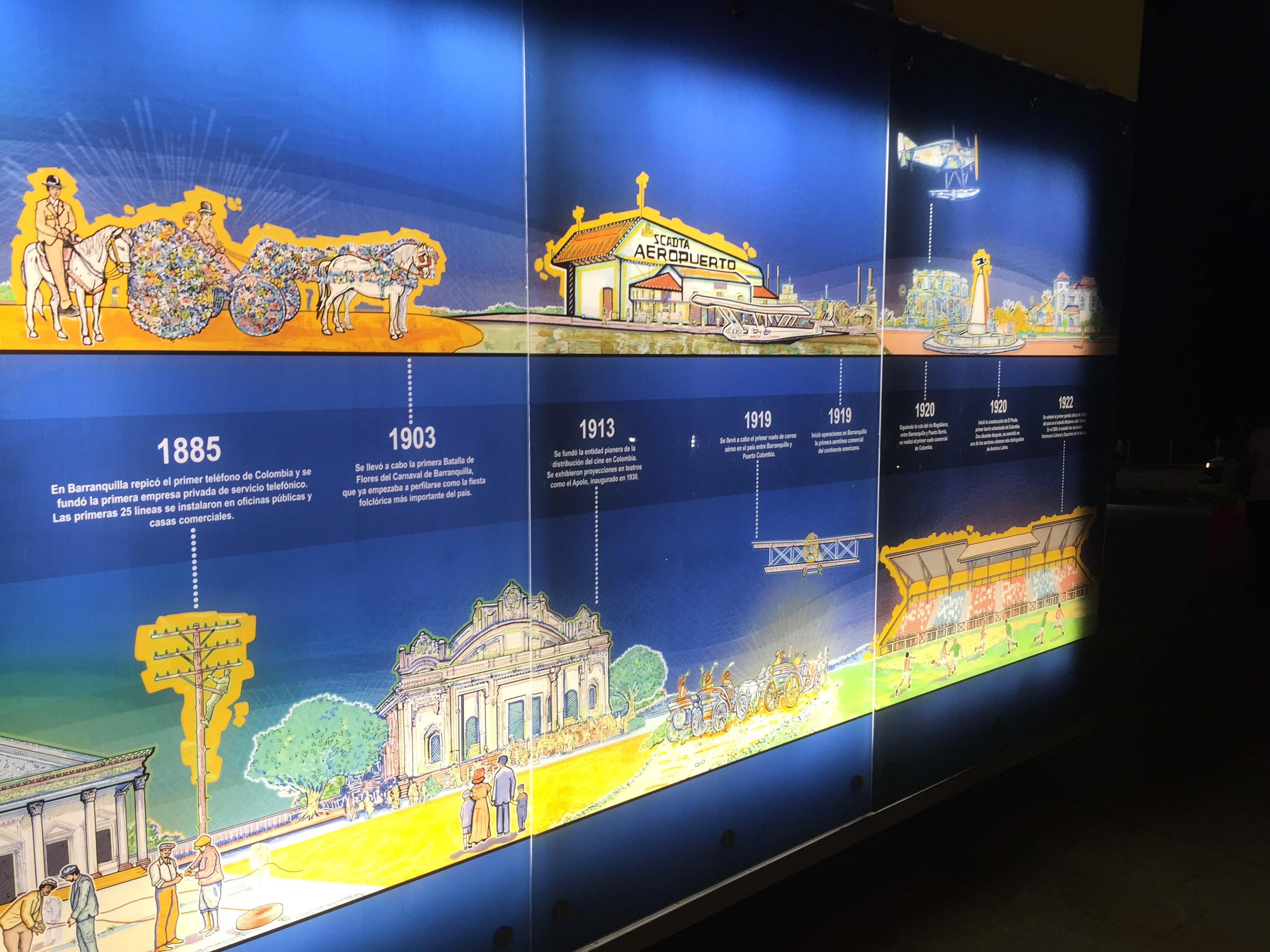
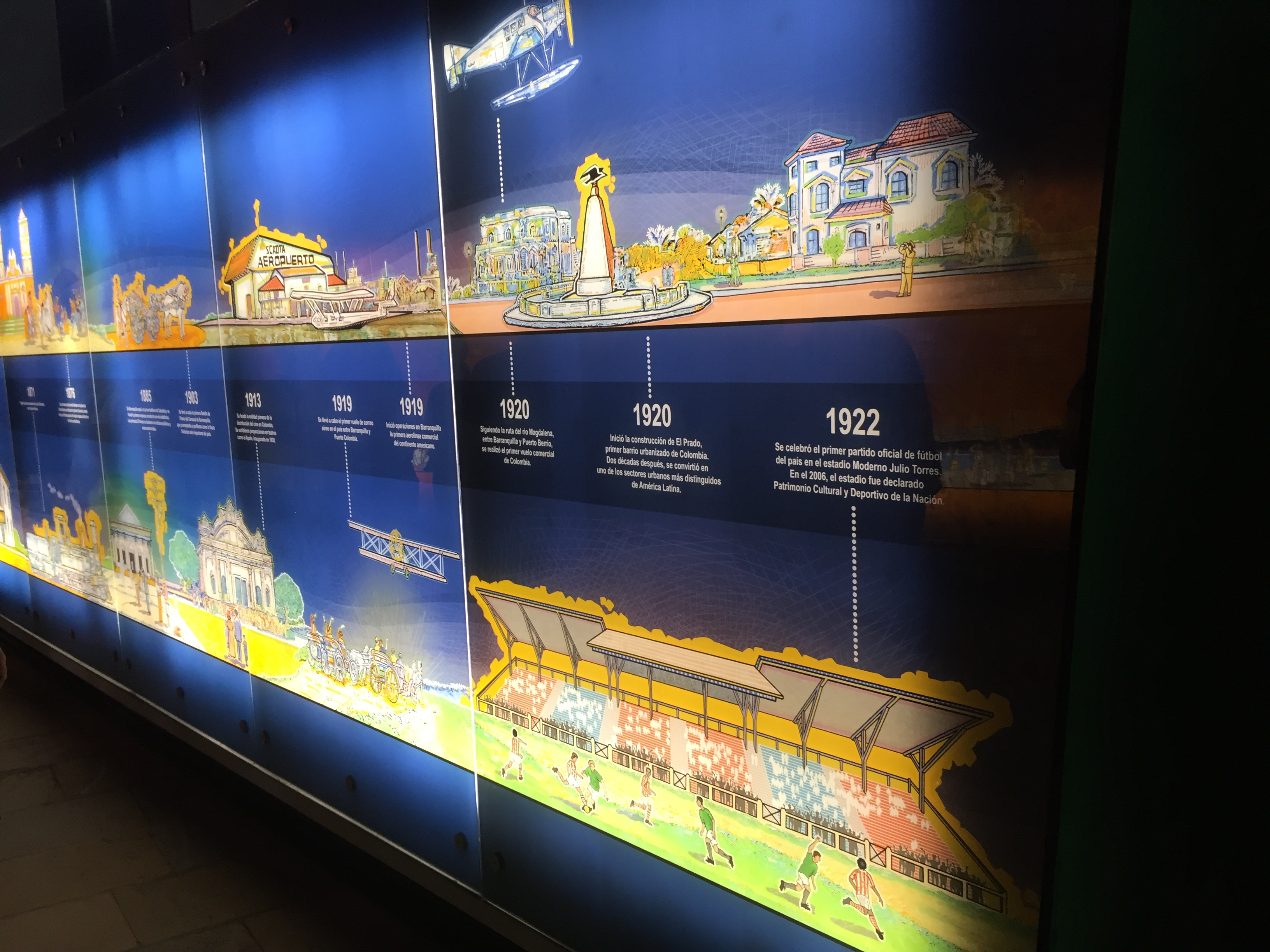
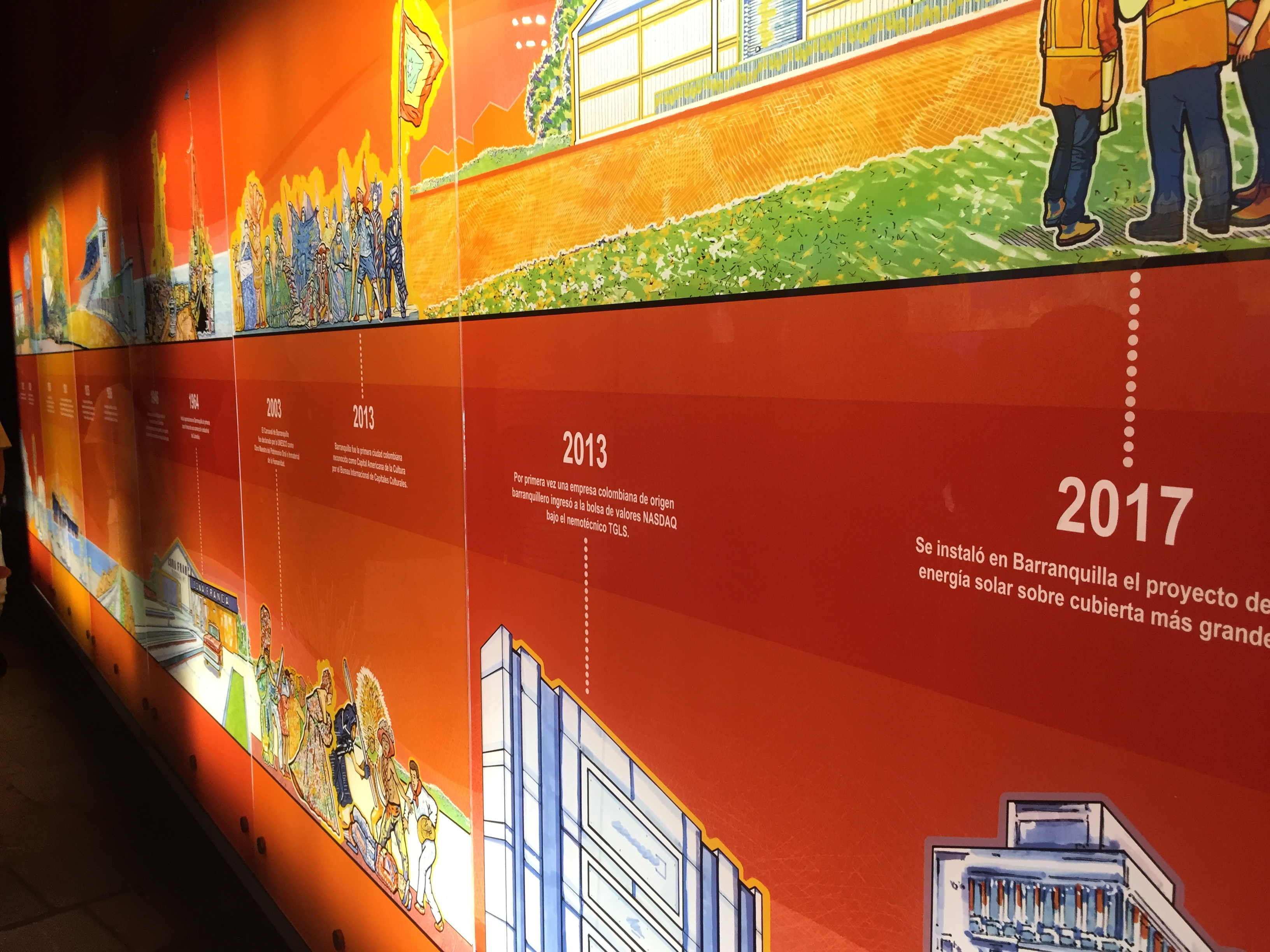
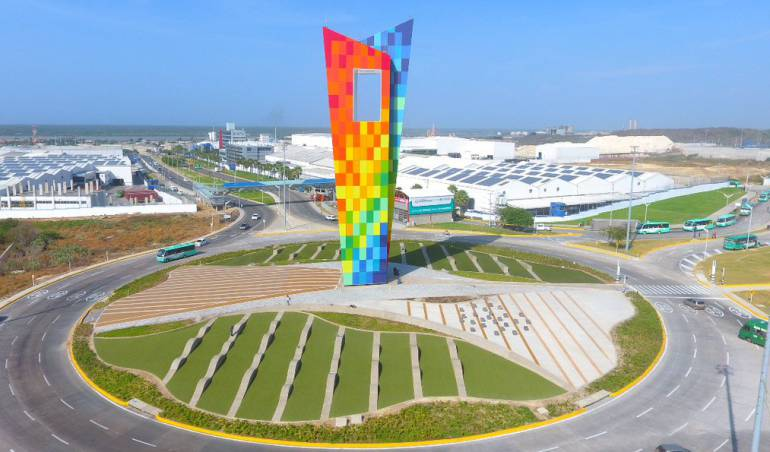